# Georg Philipp Telemann
Georg Philipp Telemann (Magdeburgo, 24 marzo 1681 – Amburgo, 25 giugno 1767) è stato un compositore e organista tedesco.
Autodidatta, espresse già nell'infanzia una spiccata facilità compositiva e una precoce padronanza di strumenti musicali quali violino, flauto dolce e clavicembalo. Contemporaneo di Bach e Händel, cui lo legava una profonda amicizia, in vita era molto famoso e considerato uno dei maggiori musicisti tedeschi. La sua lunghissima parabola creativa (quasi settant'anni di attività) gli consentì di attraversare le diverse fasi musicali dal pieno Barocco allo Stile galante all'Empfindsamer Stil fino alle soglie del Classicismo, con una prodigiosa capacità di aggiornamento stilistico fino a oltre gli 85 anni di vita.

## Biografia
All'età di dodici anni, scrisse un'opera su modello di una partitura di Lully (in quest'epoca, la musica drammatica era poco conosciuta in Germania) che venne rappresentata nei teatri di Magdeburgo e Hildesheim, ma la famiglia non incoraggiava le sue aspirazioni artistiche, spingendolo inutilmente verso la carriera forense. Compiuti gli studi giovanili e ottenuta, nel 1701, la laurea in giurisprudenza, Telemann intraprese la carriera musicale a Lipsia, dove già durante gli studi universitari aveva fondato il Collegium Musicum, entrando alle dipendenze dell'Opera di Lipsia dapprima come compositore operistico e subito dopo come direttore musicale.
Nel 1705 divenne maestro di cappella presso il conte di Promnitz a Sorau, dove studiò e apprese lo stile di Lully e di altri esponenti della scuola francese; una conoscenza che consolidò, nel 1707, con un soggiorno di otto mesi a Parigi. Chiamato ad Eisenach, nel 1708, in qualità di direttore dei concerti, vi successe più tardi ad Ebenstreit nel posto di maestro di cappella. Tre anni dopo ricevette una doppia nomina di maestro di cappella della chiesa dei frati minori recolletti e di quella di Santa Caterina di Francoforte.
Si recò in questa città, conservando tuttavia la carica e gli emolumenti di maestro di cappella della corte di Eisenach a condizione di inviare ciascun anno un certo numero di composizioni nuove. Dopo quattro anni di soggiorno a Francoforte, Telemann cedette alle insistenze del margravio di Bayreuth e prese la direzione di questa cappella, senza perdere il suo titolo ad Eisenach. Infine, nel 1721, gli fu offerto un posto di direttore di musica ad Amburgo. L'accettò e ricoprì l'incarico per circa quarantasei anni, conservando sempre quelli di maestro di cappella di Eisenach e Bayreuth.
Sono di questi anni i suoi lavori più importanti e noti, come la celebre Tafelmusik. Sempre ad Amburgo, fondò nel 1728 il primo giornale di musica tedesco, il Getreuer Musik-Meister. Nella sua lunga carriera, fece mostra di una prodigiosa attività e compose un numero talmente grande di opere che ci sono pochi compositori tedeschi che gli si possono paragonare per la fecondità. Egli stesso incise, con l'acquaforte e il bulino, su lastre di rame o stagno, una parte delle sue produzioni e fece stampare il resto negli antichi caratteri di Amburgo. Morì in questa città il 25 giugno del 1767, all'età di 86 anni. Resta proverbiale la sua prodigiosa attività creativa: si contano nel suo catalogo più di 5000 opere, 6000 secondo altri studiosi.

## Musica
Telemann ebbe nella sua vita artistica due fasi nettamente distinte. Per tutta la durata della prima (fino agli anni Quaranta del Settecento), fu uno fra i più importanti esponenti e artefici del linguaggio della tradizione barocca tedesca, componendo pezzi in uno stile più severo che fiorito e dal carattere più contrappuntistico che melodico. Nella seconda, dal 1745 circa fino agli ultimi anni della sua vita, seppe aggiornare il proprio stile al nuovo Stile galante tipico della Germania del Nord, il cui più illustre esponente era Carl Philipp Emanuel Bach, suo figlioccio di battesimo.
Appartengono a questa fase tarda numerosi lavori sacri a carattere sinfonico-corale quali la Johannes Passion (1745), l'Oratorio Passione Der Tod Jesu (1755), Die Donner-Ode (1756), scritta ed eseguita nella chiesa di St. Jakob ad Amburgo l'11 marzo 1756 per commemorare il tragico terremoto di Lisbona, e soprattutto l'oratorio Der Tag des Gerichts, Il giorno del giudizio (1762). Dice in proposito il critico musicale Eduardo Rescigno:
...Uomo di vasta cultura e di vari interessi, [Telemann] si accosta alla musica per vocazione, da dilettante e per tutta la vita conserva nei confronti dell'arte musicale un rapporto di felice partecipazione umana, ben lontano dal rigido professionalismo di molti suoi colleghi... Scrive molto, tutto quello che i suoi vari uffici gli impongono di scrivere; ma da buon dilettante - cioè da uomo di cultura che si è avvicinato alla musica soprattutto per passione - scrive prevalentemente per i dilettanti, per farsi eseguire da altri appassionati di cui conosce perfettamente i limiti e le preferenze, instaurando un vivo rapporto tra il compositore ed il suo pubblico. Il dilettantismo diventa quindi ragione prima di scelte stilistiche: una grande semplificazione, un'accurata ma sempre geniale economia sonora, una grande precisione di schemi. Infine, l'innata curiosità dell'amatore e dell'uomo colto, ansioso di tutto sperimentare senza tema di venir meno alla rigorosa dignitosità del professionista, lo porta ad accostarsi agli stili più diversi, a tentare tutte le forme, sempre adattandole a quella geniale linearità di dettato che è la sigla sempre ricorrente del musicista magdeburghese...
Molti musicisti lo lodarono e gli riconobbero una grande conoscenza tecnica della musica, tra questi Händel il quale ricorda come Telemann fosse "capace di scrivere un mottetto a otto voci più velocemente di una comune lettera". In vita venne considerato uno dei più grandi musicisti tedeschi e fu amico di Johann Sebastian Bach. Dopo essersi laureato in legge, Telemann conobbe Händel e, abbandonata la toga, si dedicò completamente all'arte e alla professione musicale. La sua Musica da Tavola può essere annoverata tra i capolavori del barocco musicale. L'ultima volta che fu eseguita un'opera di George Philipp Telemann fu nel 1832 (Der Tod Jesu) dopo di che non fu più eseguito nulla sino al primo decennio del XX secolo quando rivenne scoperto e minuziosamente catalogato secondo la sigla TWV (Telemann-Werke-Verzeichnis) diviso secondo il seguente criterio:
- Musica sacra
  - TWV1 - TWV15
- Corali, Odi e Oratori
  - TWV20 - TWV25
- Musica per tastiere e liuto
  - TWV30 - TWV39
- Musica da camera
  - TWV40 - TWV45
- Musica per orchestra
  - TWV50 - TWV55

### Opere
Il numero delle composizioni di Telemann è tanto considerevole che neppure egli stesso sapeva indicarne i titoli.

#### Musica sacra
- Più di 12 anni di musica da chiesa per tutte le domeniche e le feste, che formano all'incirca 3000 brani con orchestra ed organo
  - 43 musiche per la Passione dal 1722 fino al 1767
  - 32 musiche inaugurali per l'insediamento di predicatori dal 1728 al 1766
  - 33 solennità musicali, chiamate ad Amburgo, Musica per l'Ammiragliato (Admiralität-Musik) composte da una sonata per strumenti e da una cantata con accompagnamento dal 1724 fino al 1765
  - 20 musiche complete di giubilo per coronamenti ed inaugurazioni con più voci e strumenti dal 1723 al 1764
  - 12 servizi funebri completi per imperatori, re ed insigni personaggi di Amburgo
  - 14 musiche per matrimoni
- Molti oratori, tra i quali si trovano:
  - La morte di Gesù di Ramler
  - La resurrezione dello stesso autore
  - La resurrezione di Zaccaria
  - I pastori a Betlemme
  - Israele liberato
  - una parte del Messia
  - Il giorno del giudizio
- Il Salmo LXXI in latino
- Harmonischer Gottendienst, oder geistliche cantaten...

Il servizio divino armonico o cantate spirituali... a voce sola e violino, flauto od oboe e basso continuo (Amburgo 1725, un volume in-folio di circa 500 pagine); questo volume racchiude circa 74 cantate in totale
- Auszug derjenigen musikalischen und auf die gewoenlichen evangelia gerichtete arien, etc...

estratti di arie musicali sui vangeli a voce sola e basso continuo (Amburgo, 1727 in-folio)
- Das algemeine evangelische musikalische liederbuch

Il libro completo del canto evangelico, contenente 500 melodie tra le quali si trovano molti antichi corali, seguiti da una nota sul modo di comporre a quattro voci con basso continuo

#### Musica profana
Telemann ha inoltre scritto un numero impressionante di brani per voci e strumenti, di cui pubblicò i seguenti:
- Diverse serenate come Il maggio, Don Chisciotte, ecc.
- 44 opere per i teatri di Amburgo, Eisenach e Bayreuth
- Più di 600 ouverture e sinfonie
- Sei sonate per violino solo con accompagnamento di basso continuo per clavicembalo, Francoforte, 1715 in-folio
- Die kleine kammermusik

consistente in sei suites per violino, flauto traverso, oboe e clavicembalo, 1716
- Sei sonatine per violino e clavicembalo, Lipsia 1718 (TWV41:A2, 41:B2, 41:D2, 41:G3, 41:E1, 41:F1)
- 12 "Methodischesonaten" per strumento solista (flauto o oboe) e continuo
- Sei trii per diversi strumenti
- Der getreue musik meister...

Il maestro di musica fedele (Amburgo, 1728 in-folio). Sotto questo titolo Telemann ha raccolto arie, duetti, trii, ecc. per differenti voci, sonate, ouverture, contrappunti, canoni e fughe per diversi strumenti, divisi in 25 lezioni o giornate.
- Tafelmusik (Musique de table, 1733)
- Sonate per due flauti traversi o violini senza basso
- Tre trii melodici e tre scherzi per due violini o flauti e basso continuo
- Cantate su poesie gioiose per soprano, due violini, alto e basso continuo
- Sei sonatine novelle che si possono suonare sul clavicembalo solo o con un violino, o un flauto e basso continuo
- Scherzi melodichi per divertimento di coloro che prendono le acque minerali in Pirmonte[2], con ariette semplici e facili a violino, viola e fondamento (Amburgo 1734)
- Das wilde Pferd e Der Vogel zerschlagen scherzi per flauto e accompagnamento
- Stebenmal sieben und eine menuet
- Heldenmusik oder 12 marches...

Musica eroica o 12 marce... per oboe o violino e basso, di cui sei possono essere accompagnate dalla tromba e tre da due cori)
- Seconda suite di quattro minuetti che possono essere suonati sul flauto a becco
- Ouverture con la propria suite per due violini ed oboe, due viole e basso continuo
- Sei quartetti per violino, flauto, basso di viola e basso continuo
- Piombino, o il matrimonio mal assortito intermezzo a due voci, due violini e basso continuo
- Singespiel und Generalbass Übungen

Esercizi per il canto e gli strumenti con basso continuo (Amburgo & Lipsia, 1740 in-4° di 48 pagine
- Trentasei fantasie per clavicembalo
- Dodici fantasie per flauto solo
- Dodici fantasie per violino solo
- Dodici fantasie per viola da gamba sola (considerate perdute fino alla scoperta di un esemplare completo nel 2015)[3]
- Un concerto per viola, archi e basso continuo (TWV 51: G9) frequentemente eseguito, il primo concerto conosciuto nel suo genere
- Almeno due concerti per due viole, archi e continuo, di cui uno pervenuto (TWV 52:G3) e uno perduto.

## Audio
- Sonata per due violini - 1 movimentoⓘ
- Sonata per due violini - 2 movimentoⓘ
- Sonata per due violini - 3 movimentoⓘ
- Sonata per due violini - 4 movimentoⓘ

## Saggi e trattati
Al talento di compositore, Telemann univa quello di poeta, poiché aveva scritto i libretti di più opere e cantate che mise poi in musica. Nel 1739 si fece ammettere tra i membri della Correspondierende Societät der musicalischen Wissenschaften, la società musicale fondata da Lorenz Christoph Mizler, fornendo alla pubblicazione periodica di questa associazione, intitolata Musikalische Bibliothek, un nuovo sistema di intervalli e di temperamento apparsa nel terzo volume (anno 1752, p. 713). Questo saggio è stato ripubblicato negli Hamburger Unterhaltungen (1767, 3 aprile, nº4). Il sistema di intervalli e di temperamento di questo maestro è stato analizzato da Sorge nello scritto intitolato: Gespraech zwischen einem musico-theoretico und einem studioso musices, etc... (pp. 54–64)

## Derivazioni moderne
- L'Adagio del suo Concerto per tromba, archi e basso continuo in re maggiore, è stato utilizzato da Fabrizio De André per musicare La canzone dell'amore perduto
- Telemann viene citato da Murakami Haruki nel suo romanzo 1Q84: